# Würselen
La ciudad de Würselen (pronunciación en alemán: /ˈvʏʁzələn/ⓘ) es un municipio de Alemania, perteneciente a la Ciudad-Región de Aquisgrán en el Estado Federal de Renania del Norte-Westfalia. Würselen es la sede de las autoridades de la Ciudad-Región de Aquisgrán y de varias grandes empresas.

## Geografía

Würselen en Aquisgrán

Würselen se encuentra cerca del triángulo fronterizo entre Bélgica/Alemania/Países Bajos. Tiene como ciudades vecinas a Herzogenrath (oeste), Alsdorf (norte), Eschweiler (Oeste) y Aquisgrán (sur). Würselen, pertenece al distrito-norte de Aquisgrán, junto a Alsdorf, Baesweiler y Herzongenrath-Kohlscheid.

### Barrios
Würselen cuenta con los siguientes barrios:
| Würselen: - Bissen - Dobach - Elchenrath - Grevenberg - Markt-Preck - Morsbach - Oppen-Haal - Scherberg - Schweilbach - Teut-Siedlung | Broichweiden: - Broich - Euchen - Linden-Neusen - St. Jobs - Vorweiden - Weiden - Wersh | Bardenberg: - Pley - Bardenberg |

## Historia

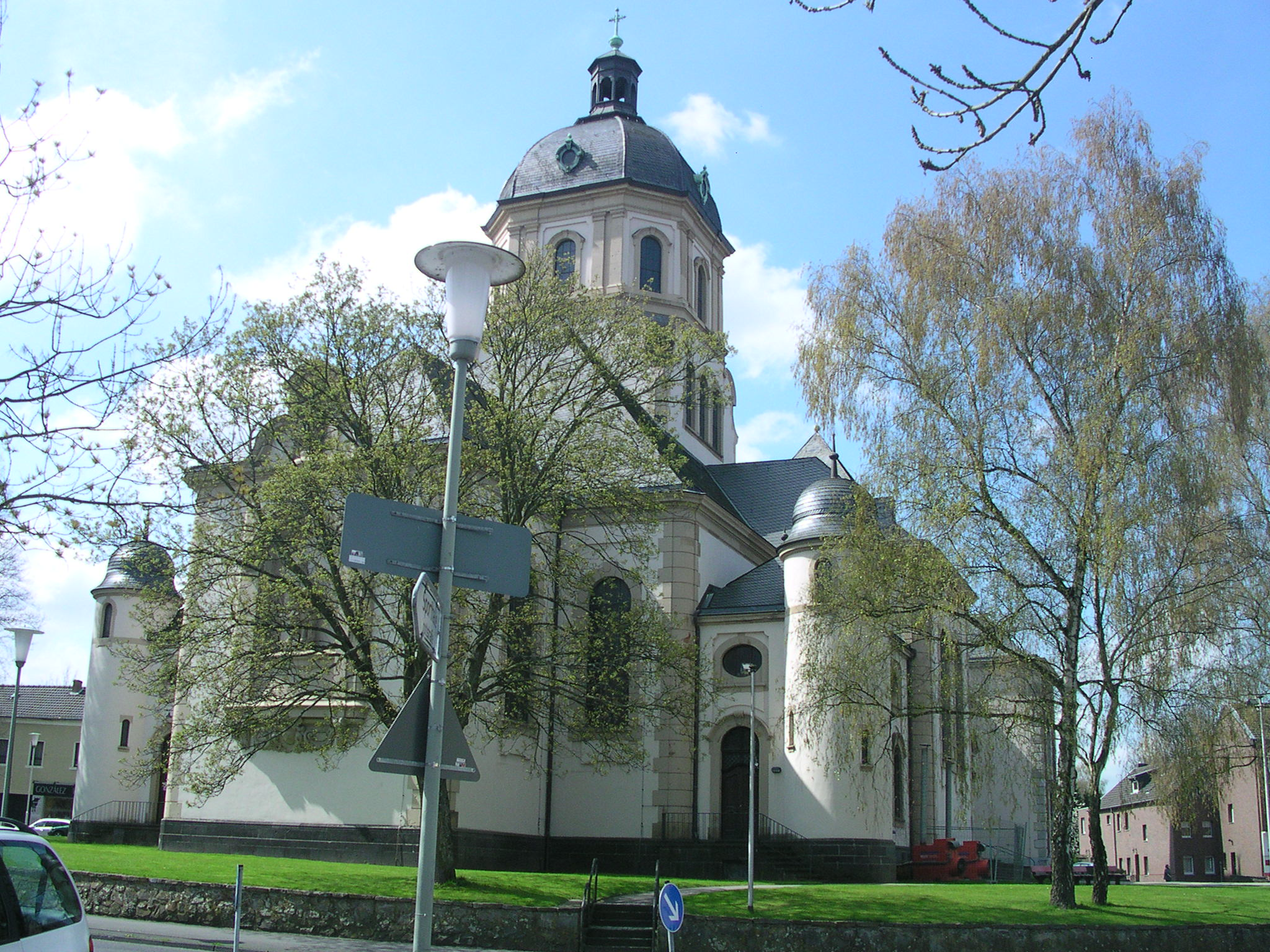
Iglesia Católica de San Sebastián

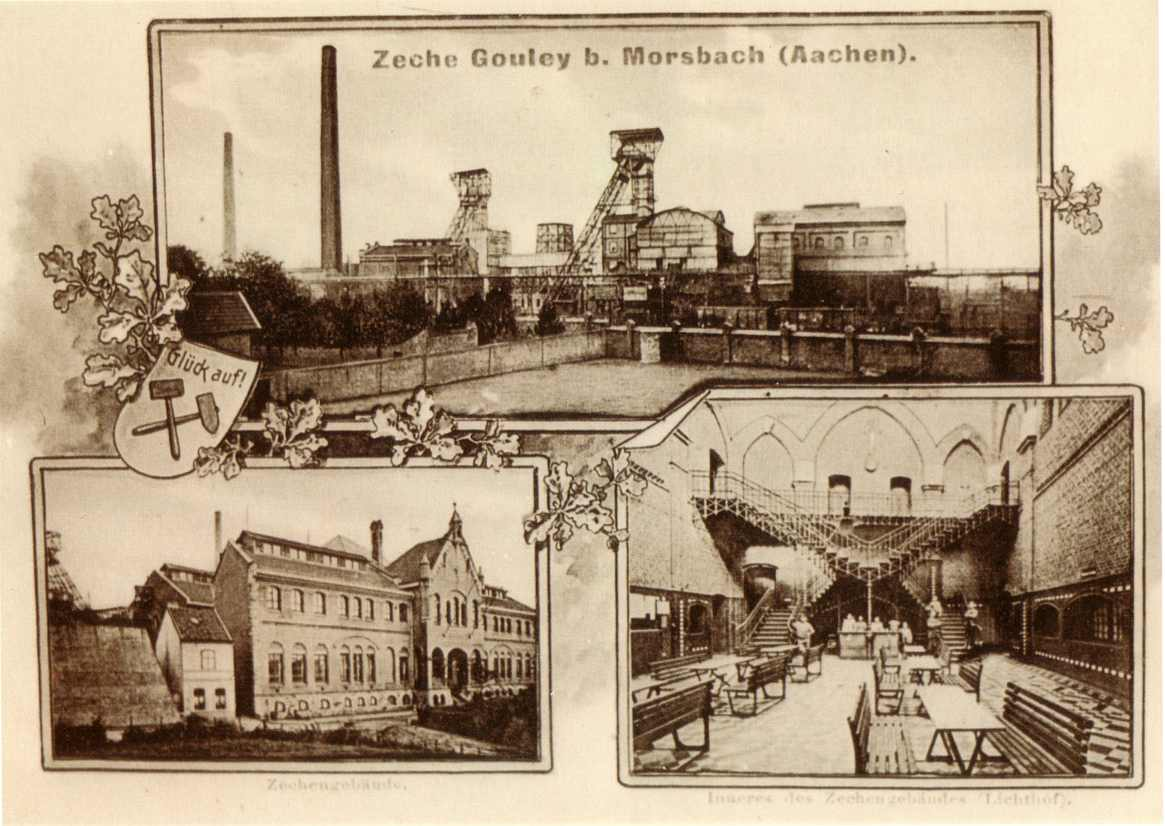
La mina Gouley alrededor de 1900

En el año 870 aparece por primera vez mencionado Würselen, bajo el nombre de "wormsalt", en el Libro de oro de la Abadía de Prüm. En 1100 Würselen pertenece al Reino de Aquisgrán. De 1265 a 1269,  el Conde Wilhelm IV de Jülich, construye sobre los restos de una antigua fortaleza, un castillo que lleva su nombre (Castillo de Wilhelmstein), según se menciona en un escrito del año 1344. De 1336 a 1798 fue Würselen un barrio de la ciudad Imperial de Aquisgrán. En 1616 aparece Würselen documentado como Wurseln y en el mismo año, como Würselen. De 1794 a 1815 pertenecía Würselen al Cantón francés de Eschweiler en el Departamento de la Roer y desde 1815 al Condado de Aquisgrán. Desde 1620 se celebran en el centro de Würselen, en el mes de mayo, los Jungenspiele .
En 1944, al final de la Segunda Guerra Mundial,  sufrió Würselen un enorme bombardeo del ejército USA que destruyó casi todos los edificios de la ciudad. En la Batalla de Aquisgrán fue Würselen, durante seis semanas, el frente de guerra. El 18 de octubre, los estadounidenses entraron en Würselen y tres días más tarde, cayó Aquisgrán.
Durante siglos, la extracción de carbón fue la principal actividad económica de Würselen. En el Wurmtal se encontraban las minas de Alte Furth, Gouley y Teut. En 1969, la producción de carbón llegó a su fin, con el cierre de la mina Gouley, uno de los pozos más antiguos del área minera de Aquisgrán.
El 1 de enero de 1972, con la reorganización de los municipios alemanes, Bardenberg y Broichweiden se unieron a Würselen, aumentando la población en 34.500 habitantes.

### Derivación del nombre de la ciudad
La primera denominación "Wormsalt" o "Uuormsalt" está compuesta por el adjetivo en alemán antiguo "worm" = cálido y el sustantivo "sal" = Sala.

## El escudo de armas y la Bandera
La Ciudad de Würselen tiene un escudo de armas, una bandera y un Sello oficial.

Escudo de armas
Escudo de Bardenberg
Escudo de Broichweiden
Bandera con escudo de armas

## Cultura
La ciudad ofrece un amplio programa cultural. La principal de ellas son los conocidos Jungenspiele que se celebran en el mes de mayo de cada año.
Además, en el castillo de Wilhelmstein se lleva a cabo anualmente un festival internacional al aire libre, con música de cabaret y Kabarettveranstaltungen. Otras iniciativas son el Foro cultural de Würselen, la Kleinkunstreihen en el centro Cultural del "Viejo Ayuntamiento", y el certamen de Poesía Christoph Leisten. Estas actividades se desarrollan a través de la  Fundación cultural Würselen.
En el antiguo Ayuntamiento de la ciudad también se encuentra la Biblioteca municipal y el Archivo cultural.

## Economía e infraestructura
En Würselen, se encuentra el Polígono industrial Kaninsberg/Aachener Kreuz. Algunas empresas importantes son Kronenbrot, Metro Cash & Carry, la filial alemana de NVidia,  Sahinler Group, la Offergeld Logística y el "mayor fabricante de relojes de pared y de Standuhrenausstellung del Mundo", Uhrmachermeister Kriescher. Cerca de allí, justo al lado de Correos, tiene la familia Dieter Breuer su tienda, con casi 3000 tipos de cervezas y 300 de aguas minerales. Durante 10 años figuró en el Libro Guinness de los Récords.

### Autopistas
Las carreteras nacionales, 57 y 264 atraviesan Würselen y Broichweiden. Würselen tiene tres conexiones con las autopistas:
- Würselen/Verlautenheide en la A 544
- Aachen-Centro/Würselen en la A 4
- Broichweiden/Würselen en la A 44

### Estación de tren
Würselen tuvo una estación de ferrocarriles donde se cruzaban antes los trenes de Kohlscheid, Stolberg y la de Aquisgrán Norte a Jülich. 

### Salud
En Würselen, se encuentra el Centro Médico de la ciudad-Región de Aquisgrán.

### Bancos
Würselen es la sede del VR-Bank Würselen eG.

### Medios de comunicación
Radio Alaaf se encuentra en Würselen. Hasta el año 2003, emitió en FM a través del dial 97.7 MHz.  Actualmente emite a través de internet.

## Personalidades
- Arnold Königs (1871-1960), Arquitecto y Contratista
- Jacob Dautzenberg (1897-1979), político (KPD), combatiente de la Resistencia contra el Nazismo, Reichstagsabgeordneter
- Adolf Wamper (1901-1977), escritor, escultor,  creó la Virgen Negra en el campo de prisioneros de Guerra 'Milla de Oro'
- Berti Capellmann (1918-2012), Tenis de mesa.
- Ludwig "Luís" Herbst (* 1925), Obispo emérito de Cruzeiro do Sul
- José, "Jupp" Derwall (1927-2007), futbolista y entrenador (Campeón de Europa en 1980)
- Rudolf Juchems (1929-2008), escritor, médico y cardiólogo
- José, "Jupp" Martinelli (* 1936), Jugador de fútbol
- Hans-Josef, "Jupp" Kapellmann (* 1949), futbolista (Campeón del mundo en 1974), jugador del Alemannia Aachen, 1. F.C. Colonia Real Madrid y Bayern Múnich
- Günter Delzepich (n. 1958), entrenador del Alemannia Aachen y SK Sturm Graz
- Manfred Leuchter (* 1960), Músico, compositor y productor
- Bernd Steixner (* 1961), Músico, compositor, director de orquesta
- Thomas Lemmen (* 1962) Teólogo católico
- Nadine Capellmann (* 1965), Jinete
- Christoph Birken (nacido en 1968), Cantante y compositor
- Christoph Leichter (nacido en 1968), Escritor y músico
- Aram Ziai (*1972), Profesor en la Universidad de Kassel
- Claudia Becker-Dohlen (* 1973), Historiadora, escritora y editora de la revista Karfunkel
- Marco Petry (* 1975), Director de cine y guionista
- Der Graff (*1970),  Cantante y compositor del grupo Unheilig
- Torsten Frings (* 1976), futbolista del Werder Bremen, Borussia Dortmund y Bayern de Múnich
- Norman Langen (* 1985), Cantante
- Yannick Gerhardt (* 1994), futbolista en el Vfl Wolfsburg
- Anna Gerhardt (* 1998), futbolista

### Muchos años relacionados con Würselen
- Achim Grossmann (* 1947), el ex Secretario de estado Parlamentario (SPD),
- Moritz Honigmann (1844-1918), Químico y empresario
- Christoph Leisten (* 1960), escritor
- Martin Schulz (nacido en 1955), Presidente del Parlamento Europeo, expresidente del grupo del PSE en el Parlamento europeo, ex Alcalde de Würselen (1987-1998)
- Josef Schümmer (1924-1978), político (CDU) y exalcalde de Würselen
- Albert Sous (* 1935), Orfebre y escultor
- Eva-Maria Voigt-Küppers ( * ) En 1959, parlamentaria (SPD)

### Ciudadanos de honor
- El párroco, Josef Thomé (1891-1980)[7]
- El obispo Ludwig Herbst (* 1925)
- Martin Schulz (* 1955)